# Laurier-Station
Pour les articles homonymes, voir Laurier.
Laurier-Station est une municipalité de village d'environ 2 576 habitants dans Lotbinière, au Québec (Canada). Elle est rattachée à la région administrative de Chaudière-Appalaches.
Cette municipalité, constituée le 1er janvier 1951, a la plus petite superficie dans Lotbinière avec une superficie d'environ 12 km2 et elle est la municipalité la plus densément peuplée dans Lotbinière avec une densité d'environ 214,17 habitants/km2.

## Toponymie
Le nom de Laurier-Station rend hommage à l'ancien premier ministre du Canada Sir Wilfrid Laurier. Il se serait arrêté à la gare durant l'une de ses campagnes électorales.
Les personnes de cette municipalité sont des Laurierlois et des Laurierloises.

## Histoire
Laurier-Station faisait partie de la paroisse de Saint-Flavien jusqu'en 1951 où elle devint officiellement une municipalité. La gare, construite en 1880, lança le développement de la région. Dans les années 1950, l'avènement de l'autoroute Transcanadienne et d'industries de fabrication de meubles propulsèrent son développement.

## Géographie
Laurier-Station se situe à 43 kilomètres au sud-ouest de la ville de Québec. Avec une superficie totale de 12 km², Laurier-Station est la plus petite municipalité de la MRC de Lotbinière. Son territoire prend la forme d'un parallélogramme large d'environ 1,7 km et long d'environ 7 km. Délimité par des propriétés agricoles, la route de la Pointe-du-Jour constitue sa frontière Est.
La municipalité est traversée par l'autoroute Jean-Lesage et s'articule de chaque côté de celle-ci. Le boulevard Saint-Joseph (route 271) est la principale artère locale. Le noyau villageois est composé d'une zone commerciale et industrielle, le long de l'autoroute, ainsi que d'une zone résidentielle. Des terres agricoles entourent le village. La rivière Huron prend sa source et traverse une partie de Laurier-Station en se dirigeant vers le nord. La municipalité compte également quelques petits ruisseaux agricoles. Son relief est plat, l'altitude variant entre 100 et 130 mètres.

## Démographie
| 1951 | 1956 | 1961 | 1966 | 1971 | 1976  | 1981  | 1986  |
| ---- | ---- | ---- | ---- | ---- | ----- | ----- | ----- |
| 506  | 592  | 653  | 732  | 905  | 1 260 | 1 675 | 1 910 |

| 1991  | 1996  | 2001  | 2006  | 2011  | 2016  | 2021  | - |
| ----- | ----- | ----- | ----- | ----- | ----- | ----- | - |
| 2 174 | 2 399 | 2 376 | 2 403 | 2 634 | 2 573 | 2 570 | - |

## Administration
Les élections municipales se font en bloc pour le maire et les six conseillers.
| Laurier-Station Maires depuis 2002                                                                                   |                     |         |          |
| Élection | Maire               | Qualité | Résultat |
| 2002 | Gérald Laganière    |         | Voir     |
| 2005 | Gérald Laganière    | Voir    |          |
| 2009 | Gérald Laganière    | Voir    |          |
| n/d | Pierrette Trépanier |         | Voir     |
| 2013 | Pierrette Trépanier | Voir    |          |
| 2017 | Pierrette Trépanier | Voir    |          |
| 2021 | Huguette Charest    |         | Voir     |
| Élection partielle en italique Depuis 2005, les élections sont simultanées dans toutes les municipalités québécoises |                     |         |          |

### Circonscriptions électorales provinciales et fédérales
Laurier-Station fait partie de la circonscription électorale fédérale de Lévis—Lotbinière et fait partie de la circonscription électorale provinciale de Lotbinière-Frontenac.

## Économie
Laurier-Station accueillera 10 édifices à logement d'ici 2025. Des investissements de 10 M$ sont prévus pour ce projet.

## Transport
La voiture est le principal moyen de transport.
L'Express vers Sainte-Foy a un point d'arrêt à Laurier-Station, ce qui permet de se rendre à Québec et Lévis en transport en commun.
L'autoroute Jean Lesage et la route 271 traversent cette municipalité.

## Éducation
Les écoles primaires et secondaires font partie du Centre de services scolaire des Navigateurs.

### Éducation primaire
Laurier-Station contient une école primaire : L'École de la Source.

### Éducation secondaire
L'école secondaire la plus près est l'École secondaire Pamphile-Le May à Sainte-Croix.

### Éducation collégiale
L'établissement collégial le plus près est le Centre d'études collégiales de Lotbinière, qui fait partie du Cégep de Thetford et qui est situé à Saint-Agapit.

### Éducation universitaire
L'établissement universitaire le plus près est l'Université Laval, qui est situé dans la ville de Québec.

## Santé
Étant la municipalité centrale pour les soins de santé dans Lotbinière et située près de Lévis et Québec, la municipalité est desservie par différents services médicaux.

### Services médicaux
Laurier-Station contient un CLSC, le CLSC de Laurier-Station, qui dessert une grande partie des municipalités dans Lotbinière.
Le centre hospitalier le plus près est à Lévis (Hôtel-Dieu de Lévis).
La municipalité est également desservie par deux pharmacies, une clinique dentaire et une clinique vétérinaire.

## Médias

### Journal municipal
L'express de Laurier-Station est un journal municipal mensuel de Laurier-Station.
Le Peuple Lotbinière est un journal hebdomadaire qui couvre les nouvelles des municipalités de la municipalité régionale de comté de Lotbinière, incluant Laurier-Station.

## Patrimoine
La municipalité comprend une chapelle érigée entre 1950 et 1951. Son architecte est Étienne Bégin. Une maison et un hangar du début du XXe siècle se trouvent sur la rue Saint-Joseph.

## Personnalités liées
- David Desharnais, joueur de hockey sur glace professionnel ;
- Sam Breton, humoriste ;
- Laurent Beaudoin, homme d'affaires.

## Galerie

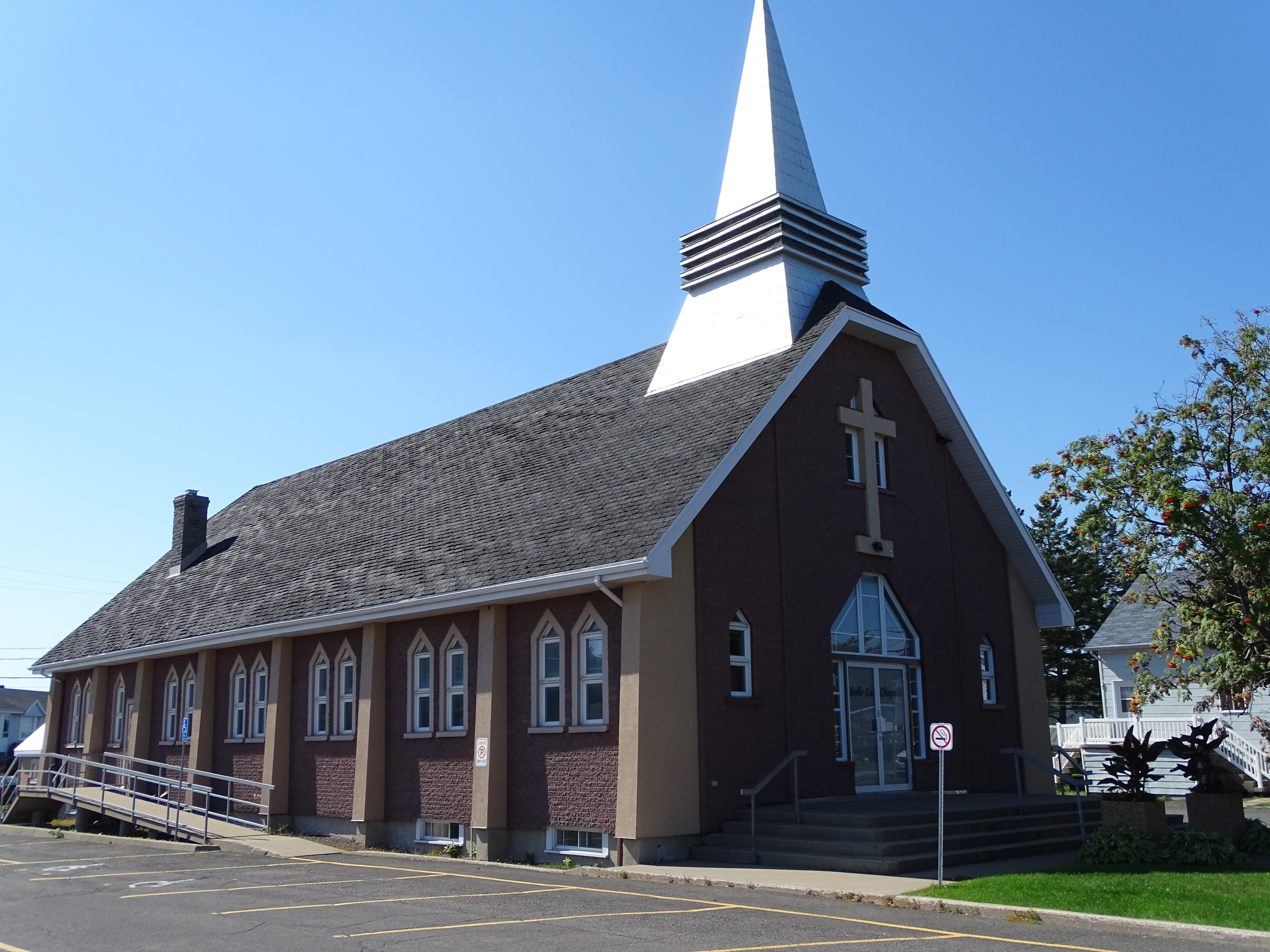
Chapelle de Laurier-Station
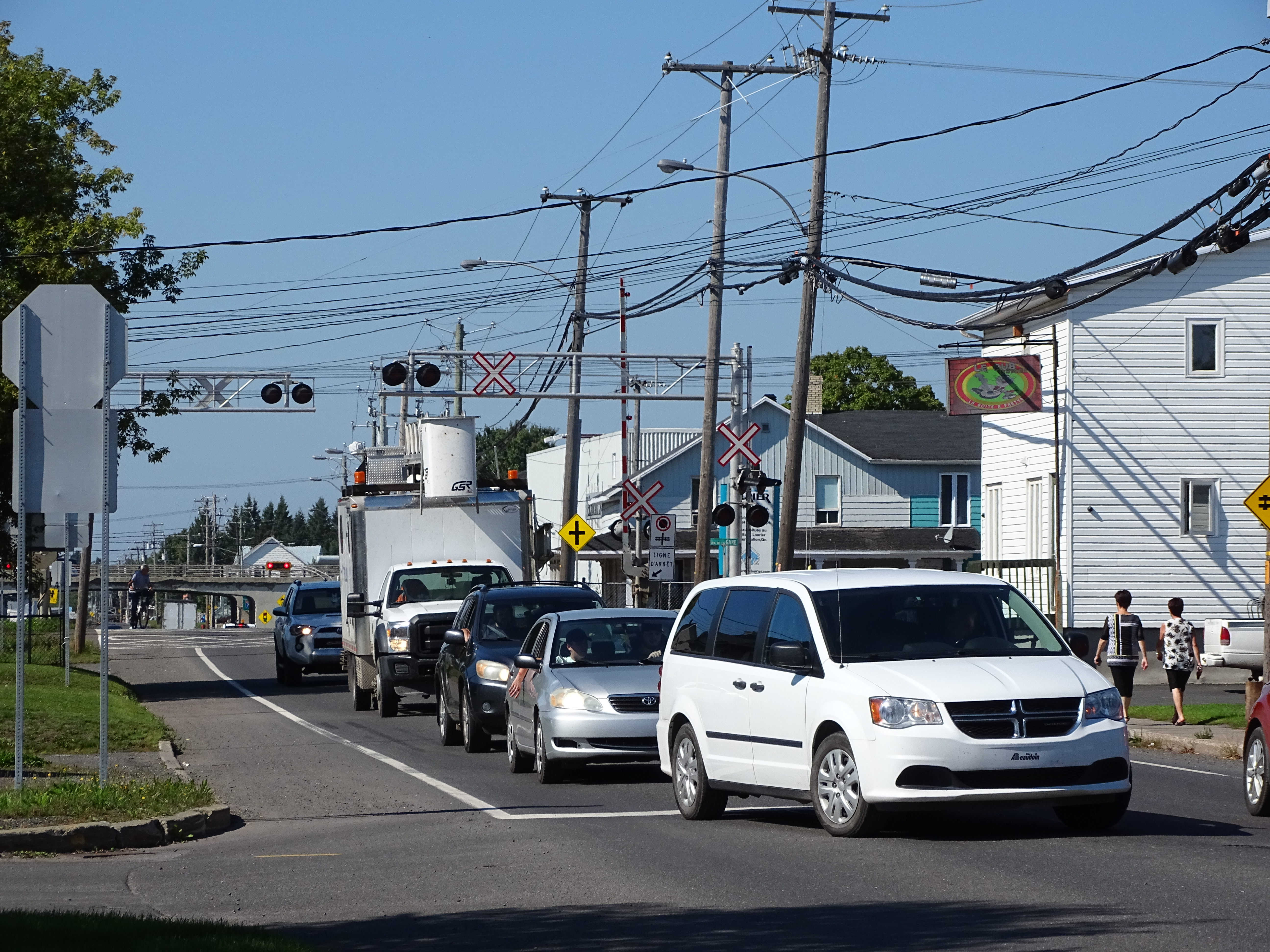
Boulevard Saint-Joseph
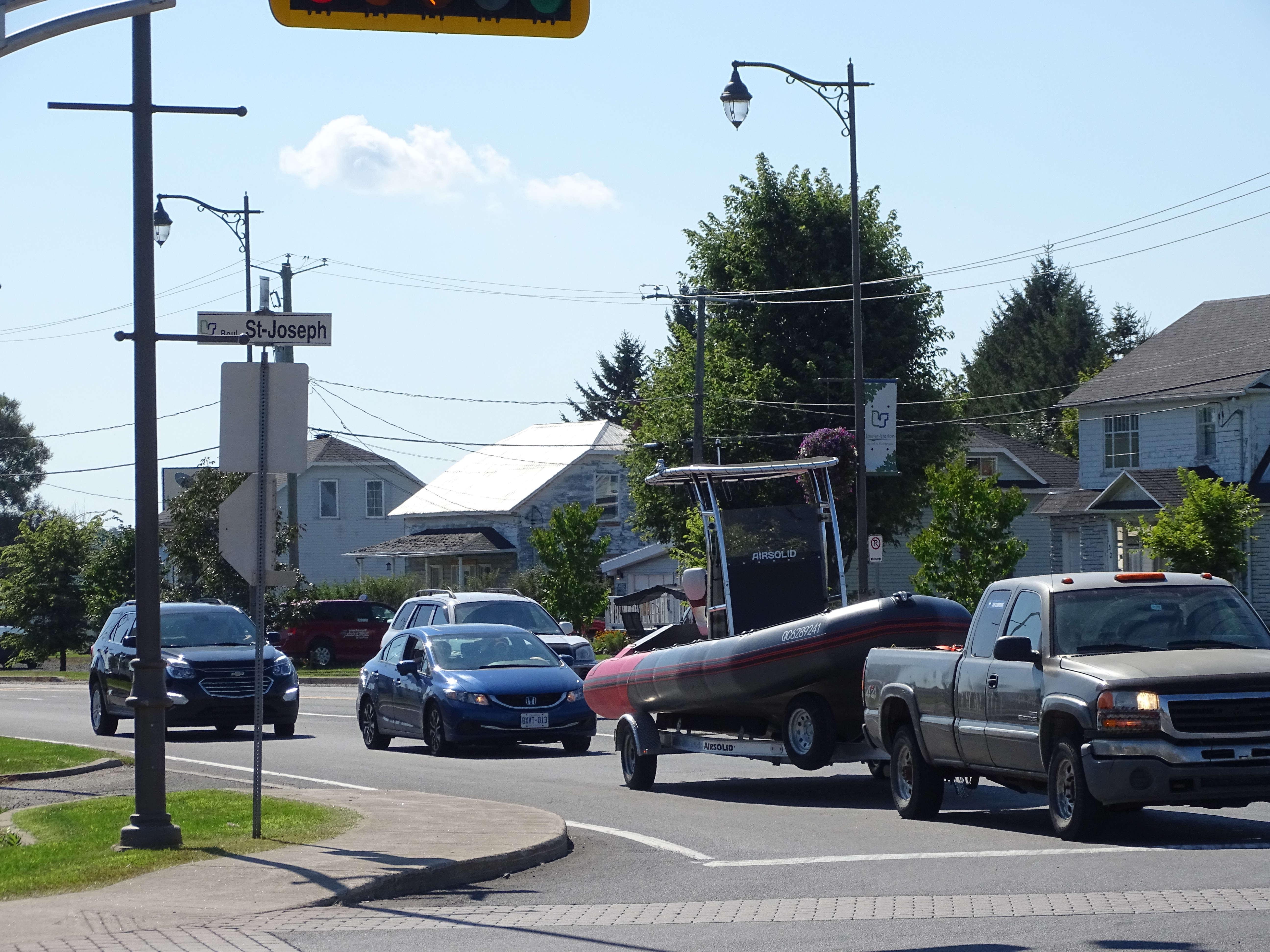
Boulevard Laurier
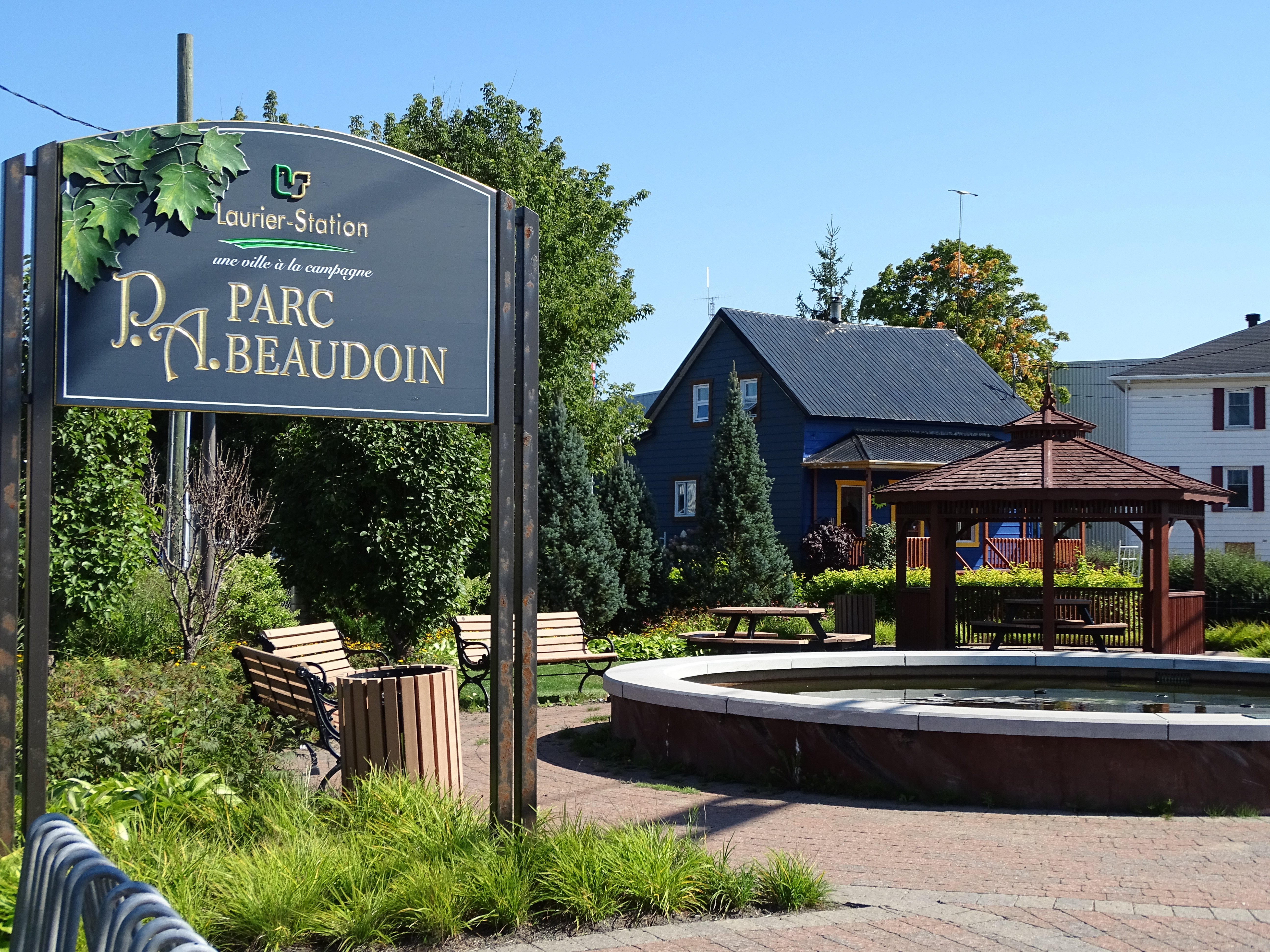
Parc Beaudoin